# Rtanj

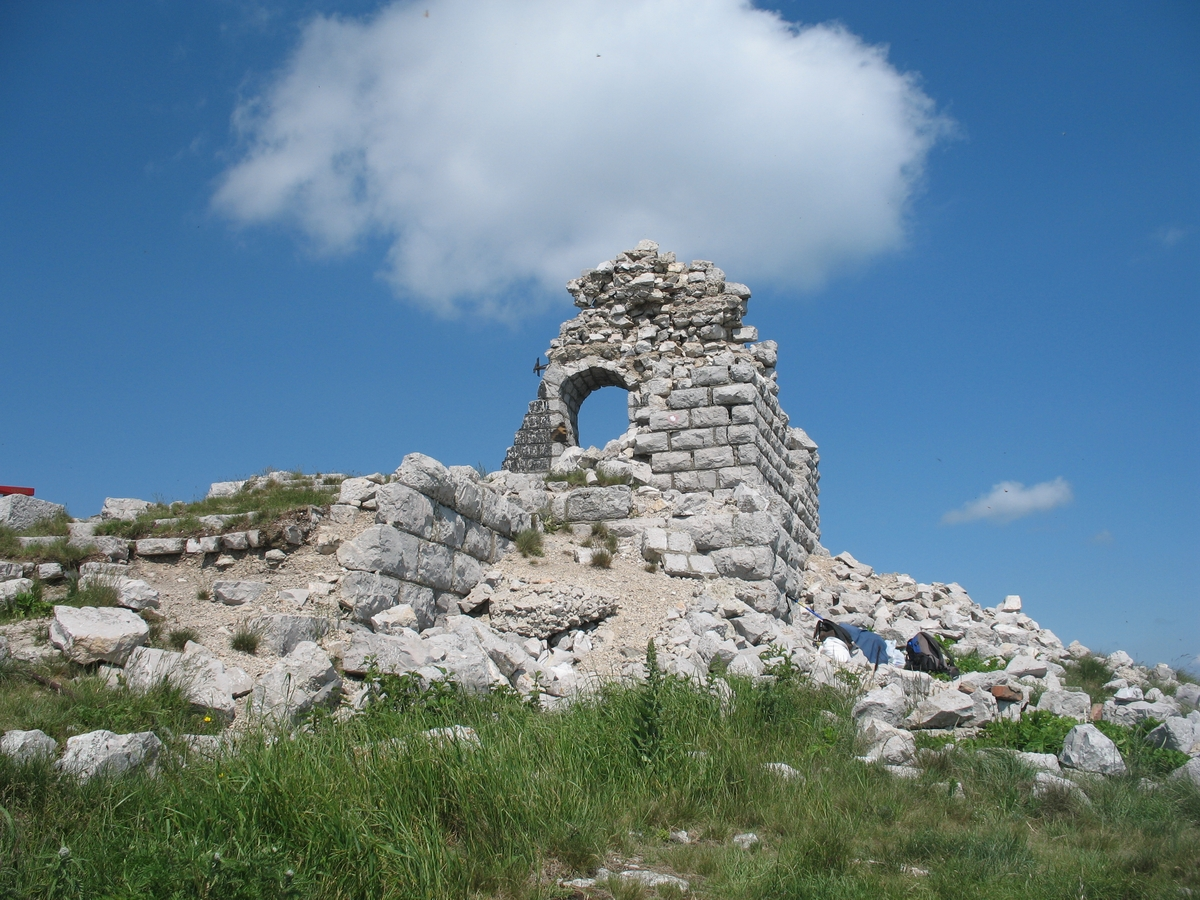
Ruiny kaplicy na szczycie góry

Rtanj (serb. Ртањ) – masyw górski we wschodniej Serbii, w Górach Wschodnioserbskich, około 200 km na południowy wschód od Belgradu, pomiędzy miejscowościami Boljevac na północy i Sokobanja na południu. Jest najwyższym masywem Gór Wschodnioserbskich. Jego najwyższym szczytem jest Šiljak o wysokości 1565 m n.p.m.. Na szczycie znajdują się ruiny kaplicy pod wezwaniem świętego Jerzego, wybudowanej w 1932 przez żonę Juliusa Minha, dawnego właściciela pobliskiej kopalni. Kaplica ta została zniszczona przez ludzi, którzy szukali tam złota. Co roku 7 lipca odbywa się tam święto Kupały. W pogodne dni masyw jest widziany z prawie każdego szczytu w Serbii ze względu na swój charakterystyczny kształt. Rtanj jest nazywany także serbską piramidą. W drugiej połowie XIX wieku na masyw spadł meteoryt. Było to pierwsze tego typu zdarzenie w Serbii. Według legendy, dawniej rzymscy legioniści wchodzili na górę, ponieważ wierzyli, że ich rany zagoją się szybciej. Arthur C. Clarke nazwał górę "pępkiem świata".

## Rtanj akoniec świata
Wiele osób przybyło na górę w dniu przewidywanego końca świata, ponieważ wierzyli, że góra ich ochroni.

## Herbata
Tradycyjnym produktem pochodzącym z okolic masywu jest "rtanjski čaj" (herbata z Rtanj). Jest ona powszechnie znana w rejonie, z którego pochodzi. Parzy się ją z czubricy. Często jest używana jako afrodyzjak.